# Diocesi di Aného
La diocesi di Aného (in latino Dioecesis Anehensis) è una sede della Chiesa cattolica in Togo suffraganea dell'arcidiocesi di Lomé. Nel 2022 contava 301.070 battezzati su 1.206.420 abitanti. È retta dal vescovo Isaac Jogues Agbémenya Kodjo Gaglo.

## Territorio
La diocesi comprende le prefetture di Lacs, Vo e Yoto, nella Regione Marittima del Togo.
Sede vescovile è la città di Aného, dove si trova la cattedrale dei Santi Pietro e Paolo.
Il territorio si estende su 2.712 km² ed è suddiviso in 36 parrocchie.

## Storia
La diocesi è stata eretta il 1º luglio 1994 con la bolla Diligentem sane curam di papa Giovanni Paolo II, ricavandone il territorio dall'arcidiocesi di Lomé.

## Cronotassi dei vescovi
Si omettono i periodi di sede vacante non superiori ai 2 anni o non storicamente accertati.
- Victor Dovi Hounnaké † (1º luglio 1994 - 4 agosto 1995 deceduto)
- Paul Jean-Marie Dossavi † (23 febbraio 1996 - 13 settembre 2005 deceduto)
  - Sede vacante (2005-2007)
- Isaac Jogues Agbémenya Kodjo Gaglo, dal 3 dicembre 2007

## Statistiche
La diocesi nel 2022 su una popolazione di 1.206.420 persone contava 301.070 battezzati, corrispondenti al 25,0% del totale.
| anno | popolazione | popolazione | popolazione | presbiteri | presbiteri | presbiteri | presbiteri                | diaconi | religiosi | religiosi | parrocchie |
| anno | battezzati  | totale      | %           | numero     | secolari   | regolari   | battezzati per presbitero | diaconi | uomini    | donne     | parrocchie |
| ---- | ----------- | ----------- | ----------- | ---------- | ---------- | ---------- | ------------------------- | ------- | --------- | --------- | ---------- |
| 1999 | 155.775     | 626.406     | 24,9        | 40         | 30         | 10         | 3.894                     |         | 37        | 57        | 16         |
| 2000 | 158.890     | 657.726     | 24,2        | 43         | 34         | 9          | 3.695                     |         | 33        | 58        | 15         |
| 2001 | 165.910     | 702.820     | 23,6        | 38         | 29         | 9          | 4.366                     |         | 35        | 65        | 20         |
| 2002 | 170.250     | 781.000     | 21,8        | 40         | 31         | 9          | 4.256                     |         | 40        | 69        | 21         |
| 2003 | 172.718     | 811.567     | 21,3        | 40         | 33         | 7          | 4.317                     |         | 25        | 57        | 21         |
| 2004 | 174.346     | 813.203     | 21,4        | 45         | 36         | 9          | 3.874                     |         | 26        | 57        | 21         |
| 2006 | 180.148     | 819.092     | 22,0        | 57         | 46         | 11         | 3.160                     |         | 61        | 65        | 23         |
| 2007 | 182.264     | 824.170     | 22,1        | 66         | 55         | 11         | 2.761                     | 14      | 37        | 76        | 23         |
| 2012 | 206.233     | 867.415     | 23,8        | 78         | 70         | 8          | 2.644                     |         | 28        | 65        | 27         |
| 2015 | 279.565     | 991.810     | 28,2        | 94         | 87         | 7          | 2.974                     |         | 33        | 75        | 28         |
| 2018 | 284.345     | 1.122.316   | 25,3        | 114        | 105        | 9          | 2.494                     |         | 35        | 112       | 33         |
| 2020 | 287.700     | 1.152.790   | 25,0        | 126        | 117        | 9          | 2.283                     |         | 38        | 117       | 34         |
| 2022 | 301.070     | 1.206.420   | 25,0        | 117        | 109        | 8          | 2.573                     |         | 36        | 107       | 36         |